# Convention sur la responsabilité spatiale
- États parties
- États ayant signé et mais n'ayant pas ratifié

La Convention sur la responsabilité internationale pour les dommages causés par les objets spatiaux, également connue sous le nom de Convention sur la responsabilité spatiale ou simplement Convention sur la responsabilité, est un traité de 1972 qui développe les règles de responsabilité créées dans le Traité sur l'espace de 1967. En 1978, l’écrasement du satellite soviétique à propulsion nucléaire Kosmos 954 sur le territoire canadien a donné lieu à la seule réclamation déposée en vertu de cette Convention.

## Histoire
Le travail sur la responsabilité spatiale a débuté dès 1962, et s’est accéléré après l’adoption de la résolution 1962 (XVIII) de l’Assemblée générale des Nations Unies, le 13 décembre 1963, relative à la Déclaration des principes juridiques régissant les activités des États en matière d’exploration et d’exploitation de l’espace extra-atmosphérique, puis la conclusion du Traité sur l'espace (dont les articles VI et VII concernent la responsabilité) et de l'Accord sur le sauvetage des astronautes.
Le texte de la Convention a été adopté par l’Assemblée générale le 29 novembre 1971, dans sa résolution 2777 (XXVI). Il a été élaboré par le sous-comité juridique du Comité des utilisations pacifiques de l’espace extra-atmosphérique (dit « Comité de l’espace ») de la première commission de l’Assemblée générale. La durée des négociation s'explique principalement en raison des oppositions majeures entre les États occidentaux et soviétiques, principalement les deux superpuissances spatiales de l'époque, les États-Unis et l'Union des républiques socialistes soviétiques. Les désaccords concernaient principalement la reconnaissance de la personnalité juridique internationale des organisations intergouvernementales spécialisées dans le domaine spatial, mais surtout sur la détermination de la loi applicable et le mécanisme de règlement des différends.
La Convention sur la responsabilité spatiale a été ouverte à la signature le 29 mars 1972. Elle est entrée en vigueur le 1er septembre 1972,. Au 1er janvier 2024, 100 États ont ratifié la Convention, 18 l'ont signée mais ne l'ont pas ratifiée et quatre organisations intergouvernementales (l'Agence spatiale européenne, l'Organisation européenne pour l'exploitation de satellites météorologiques, l'Organisation internationale de télécommunications spatiales Interspoutnik et l'Organisation européenne de télécommunications par satellite) ont déclaré accepter les droits et obligations prévus dans la Convention,.

## Principales clauses
Les États assument la responsabilité internationale de tous les objets spatiaux lancés depuis leur territoire. Cela signifie que, quel que soit l'auteur du lancement de l'objet spatial, qu'il ait été lancé depuis le territoire de l'État A ou depuis les installations de l'État A, ou que l'État A ait provoqué le lancement, l'État A est alors entièrement responsable des dommages résultant de cet objet spatial. Cette indemnisation est « déterminé conformément au droit international et aux principes de justice et d'équité, de telle manière que la réparation pour le dommage soit de nature à rétablir la personne, physique ou morale » selon l'article XII, qui a fait l'objet d'intenses négociations. À cet égard, le préambule de la Convention évoque « une indemnisation totale et équitable aux victimes de ces dommages ».

### Responsabilité objective et subjective
La Convention établit une distinction entre les dommages survenus à la surface de la Terre ou sur les aéronefs en vol et les dommages subis par les autres objets spatiaux. En le premier cas, la Convention institue un régime de responsabilité sans faute pour risque, c'est-à-dire que la responsabilité internationale de l'État de lancement est dite « absolue » ou « objective », car elle est engagée dès l'apparition du dommage sans prendre en compte son comportement. Dans le second cas, le régime de réparation est celui de la responsabilité pour faute, c'est-à-dire que le dommage doit avoir été causé par le comportement fautif de l'État de lancement.
La Convention admet une cause d'exonération partielle ou totale de la responsabilité absolue en cas de faute lourde ou d'un comportement commis avec l'intention de causer un dommage de part de l'État demandeur ou des personnes qu'il représente, sauf en cas de violation du droit international public par l'État de lancement (particulièrement la Charte des Nations unies et le Traité sur l'espace).

### Lancements conjoints
Si deux États ou plus collaborent pour lancer un objet spatial, ces États sont alors solidairement responsables des dommages causés par cet objet. Cela signifie que la partie lésée peut poursuivre l’un ou l’autre des deux États pour le montant total des dommages.

### Réclamations entre États uniquement
Les réclamations au titre de la Convention sur la responsabilité spatiale doivent être présentées par un État contre un autre État. La Convention a été créée pour compléter les lois nationales existantes et futures prévoyant une indemnisation des parties lésées par les activités spatiales. Alors que dans la plupart des systèmes juridiques nationaux, un particulier ou une société peut intenter une action en justice contre un autre particulier ou une autre société, en vertu de la Convention sur la responsabilité, les réclamations doivent être déposées uniquement au niveau étatique. Cela signifie que si une personne est blessée par un objet spatial et souhaite demander une indemnisation en vertu de la Convention, elle doit prendre des dispositions pour que son pays dépose une réclamation contre le pays qui a lancé l’objet spatial ayant causé le dommage.
L'État demandeur dispose d'un délai d'une année pour formuler cette réclamation, à compter de la date à laquelle s'est produit le dommage ou du moment où l'État demandeur a eu connaissance des faits, ou à compter de l'identification de l'État de lancement, même si l'étendue du dommage n'est pas encore connue avec précision.
Toutefois, une organisation intergouvernementale qui exerce des activités spatiales est assimilée à l'État de lancement, si elle a déclaré accepter les droits et les obligations découlant de la Convention et si la majorité des ses États membres sont parties à la Convention et au Traité sur l'espace. Dans ce cas le demande doit être présentée à cette organisation, et ce n'est qu'en cas où l'organisation ne se serait pas acquittée de la réparation convenue dans un délai de six mois qu'il serait possible de solliciter directement les États membres individuellement.

### Règlement des différends
Le Convention donne la priorité à la mise en œuvre du mécanisme de responsabilité et de règlement des différends par la voie diplomatique. Bien qu'elle ne prévoit pas d'arbitrage obligatoire, un compromis trouvé après d'âpres négociations permet à l'une des parties à un litige, en l'absence de versement de la réparation plus d'une année après la demande adressée à l'État de lancement, de provoquer la réunion d'une Commission de règlement des demandes. Chacun des deux États intéressé désigne un membre de la Commission et choisissent d'un commun accord son président dans un délai de deux mois. Si les parties ne parviennent pas à s'accorder sur le président, chacune d'entre elle peut solliciter le Secrétaire général des Nations Unies afin qu'il procède à cette désignation dans un délai de deux mois. Si l'une des parties n'a pas désigné un membre de la Commission dans le délai, le président statue seul sur le différend. La Commission rend une recommandation par principe non-contraignante, mais elle peut prononcé une sentence obligatoire si les deux parties le décide. En tout état de cause, la Commission rend public sa décision et la transmet au Secrétaire général des Nations Unies.